# Olivier Günter
Olivier Günter (geboren 1996 in Bern, Schweiz) ist ein Schweizer Schauspieler.

## Werdegang
Olivier Günter absolvierte nach der Matura sein Schauspielstudium von 2018 bis 2022 an der Hochschule der Künste Bern. Es folgte ein Gastengagement bei der Uraufführung Das Ende von Schilda (Regie: Annina Dullin-Witschi) an den Bühnen Bern. 
Von 2022 bis 2024 war er festes Ensemblemitglied am Theater Vorpommern. Hier war er u. a. als Mercutio in Romeo und Julia (Regie: Jens Kerbel), als Silvio in Der Diener zweier Herren und in einer Bühnenfassung des Romans Im Westen nichts Neues (Regie: Janis Knorr) zu sehen. Ausserdem übernahm er am Theater Vorpommern in der Spielzeit 2023/24 eine Hauptrolle als Serienmörder «pfeil herbert» in dem Theaterstück Der Herzerlfresser des österreichischen Autors Ferdinand Schmalz. Am Theater Vorpommern spielte Olivier Günter im Kinder- und Jugendtheater ausserdem die Titelrollen in Aladin und die Wunderlampe von Frank Pinkus (Spielzeit 2022/23) und in Pinocchio (Spielzeit 2023/24).
Seit der Spielzeit 2024/25 arbeitet er als freischaffender Theater- und Filmschauspieler in der Schweiz und in Deutschland. Olivier Günter lebt in Bern.

## Hörspiele (Auswahl)
- 2022: Nicole Bachmann: Die Kadenz des Mörders (Sandro) – Dramaturgie und Regie: Susanne Janson (Original-Hörspiel – SRF)
- 2022: Klaus Enser-Schlag: Schreckmümpfeli: Smart Home. Wenn eine KI erst mal eifersüchtig wird (Joshua) – Regie: Susanne Janson (Originalhörspiel – SRF)

Quelle: HörDat, die Hörspieldatenbank